# 马克宁
马克宁（1952年6月—），出生于上海，中华人民共和国政治人物。西安外国语学院英语系毕业，副教授。1987年3月加入中国共产党；1996年10月加入台湾民主自治同盟；是台盟第八届中央委员会常务委员。曾任第十、十一届陕西省人大常委会委员、法制工作委员会副主任。现任台盟陕西省委员会主任委员，陕西省人民政府参事。

## 经历
1976年大学毕业的马克宁，被分配到原西安公路交通学院教授英语。任教期间，曾随丈夫在德国工作生活两年；1994年回国后，马克宁出任西安公路交通大学(今长安大学)统战部副部长；1995年，被任命为西安市侨务办公室副主任、兼市侨联副主席，进入政界。
因其母亲是台湾新竹人，并早在1950年代就在上海加入了台湾民主自治同盟；马克宁因此以"台湾籍"身份，于1996年10月也加入了台盟。 1997年6月，在台盟陕西省第二次盟员大会上，马克宁当选台盟陕西省委秘书长、省台联副会长；2002年6月，当选台盟陕西省第三届委员会副主任委员；2003年1月，当选第十届陕西省人大常委会委员；2005年2月，接任台盟陕西省委员会主任委员；2008年1月，连任第十一届陕西省人大常委，同时出任省人大法工委副主任。2013年3月，被聘为陕西省人民政府参事。

## 人大提案
马克宁曾连任第九、十、十一届全国人大代表，提出过诸多议案；其中包括，在2008年3月提出废除劳动教养制度。